# Lijst van rijksmonumenten in Suameer
De plaats Suameer (Sumar) telt 9 inschrijvingen in het rijksmonumentenregister. Hieronder een overzicht. 
| Object | Oorspronkelijke functie?  | Bouwjaar                               | Architect     | Locatie                        | Coördinaten?                  | Nr.?   | Afbeelding        |
| --- | ------------------------- | -------------------------------------- | ------------- | ------------------------------ | ----------------------------- | ------ | ----------------- |
| Kop-rompboerderij met kort voorhuis met zesruitsvensters en schoorsteen en in de schuur getrokken woonruimten                                                      | Boerderij                 | 1864                                   |               | Achterwei 5                    | 53° 10' 38" NB, 6° 0' 2" OL   | 35679  | Meer afbeeldingen |
| Dorpskerk, hervormde kerk en toren, gelegen op een kerkhof | Kerk en kerkonderdeel     | 1769                                   |               | Greate Buorren 14              | 53° 10' 41" NB, 6° 0' 10" OL  | 35680  | Meer afbeeldingen |
| Kop-rompboerderij met jongere voorgevel met topschoorsteen met bord en zes- en negenruitvensters in de dienstruimten                                               | Boerderij                 | 1756                                   |               | Greate Buorren 51              | 53° 10' 40" NB, 6° 0' 36" OL  | 35681  | Meer afbeeldingen |
| De Heidepleats | Boerderij                 |                                        |               | Heerenweg 24 (Suameerderheide) | 53° 9' 58" NB, 6° 0' 52" OL   | 35682  | Meer afbeeldingen |
| De Hoop | Industrie- en poldermolen | 1882 1966-'67 (rest.) 1992-'93 (rest.) |               | t.o. Mounepaed 21              | 53° 10' 45" NB, 5° 59' 51" OL | 35683  | Meer afbeeldingen |
| Dwarshuisboerderij in roze kalkzandsteen met dwarshuis onder schilddak gedekt met zwarte Friese pannen en met versierde dakkapel en twee schoorstenen op nokhoeken | Boerderij                 | 1909                                   | J. Veenstra   | Lânsbuorren 11                 | 53° 10' 29" NB, 6° 1' 29" OL  | 512531 | Meer afbeeldingen |
| Dwarshuisboerderij, stookhok | Boerderij                 | 1909                                   |               | bij Lânsbuorren 11             | 53° 10' 29" NB, 6° 1' 29" OL  | 512532 | Meer afbeeldingen |
| Villaboerderij met woonhuis in een aan de art nouveau verwante bouwstijl                                                                                           | Boerderij                 | 1915                                   | C.H. Eldering | Lânsbuorren 4                  | 53° 10' 30" NB, 6° 0' 60" OL  | 512576 | Meer afbeeldingen |
| Hervormde kerk, pastorie | Woonhuis                  | 1930                                   | C.R. de Boer  | Greate Buorren 23              | 53° 10' 44" NB, 6° 0' 13" OL  | 512586 | Meer afbeeldingen |